# Anders Oscar Gottman
Anders Oscar Gottman, född 25 oktober 1838 i Stockholm, död 14 januari 1887 i Norrköping, var en svensk målare och tecknare.
Gottman studerade vid Konstakademien 1857–1863. Han anställdes 1863 som lärare i teckning och modellering vid Tekniska skolan i Norrköping. Han tecknade kulturhistoriskt intressanta Norrköpingsmotiv samt romantiska landskap.
Gottman finns representerad vid Norrköpings konstmuseum.